# António Lobo Antunes
Antonio Lobo Antunes (ur. 1 września 1942 w Lizbonie), portugalski pisarz, tłumaczony na wiele języków.
Antunes z wykształcenia jest lekarzem psychiatrą, brał udział w wojnie w Angoli. W swoich najgłośniejszych książkach mierzy się z kolonialną przeszłością Portugalii. Debiutował w 1979 powieścią Memória de Elefante. W jego utworach można odnaleźć ślady techniki pisarskiej Williama Faulknera, sam Antunes twierdzi, że wielki wpływ na jego twórczość wywarli także francuscy pisarze, tacy jak: Celine, Sartre, Camus oraz Malraux. Jest laureatem wielu nagród, m.in. Związku Pisarzy Portugalskich i prestiżowej Asturia's Prize for European Literature. Jego twórczość została uhonorowana Jeruzalem Prize roku 2005. Był rywalem José Saramago do literackiej Nagrody Nobla. W 2007 wyróżniony Nagrodą Camõesa.

## Powieści
- Memória de Elefante (1979)
- Os Cus de Judas (1979) – Zadupia (wydanie polskie 2021)
- Conhecimento do Inferno (1980)
- Explicação dos Pássaros (1981)
- Fado Alexandrino (1983)
- Auto dos Danados (1985)
- As Naus (1988) – Karawele wracają (wydanie polskie 2002)
- Tratado das Paixões da Alma (1990)
- A Ordem Natural das Coisas (1992)
- A Morte de Carlos Gardel (1994)
- Manual dos Inquisidores (1996) – Podręcznik dla inkwizytorów (wydanie polskie 2003)
- O Esplendor de Portugal (1997) – Chwała Portugalii (wydanie polskie 2024)
- Exortação aos Crocodilos (1999)
- Não Entres Tão Depressa Nessa Noite Escura (2000)
- Que Farei Quando Tudo Arde? (2001)
- Boa Tarde às Coisas Aqui em Baixo (2003)
- Eu Hei-de Amar uma Pedra (2004)
- Ontem não te vi em Babilónia (2006)